# NGC 2608
NGC 2608 je galaksija u zviježđu Raku.

## Vanjske poveznice
- SEDS: NGC 2608